# Grutas de Villa Garcia
Grutas de Villa Garcia är en grotta i Mexiko.   Den ligger i kommunen García och delstaten Nuevo León, i den centrala delen av landet, 700 km norr om huvudstaden Mexico City. Grutas de Villa Garcia ligger 1 508 meter över havet.
Terrängen runt Grutas de Villa Garcia är varierad. Grutas de Villa Garcia ligger uppe på en höjd. Runt Grutas de Villa Garcia är det mycket tätbefolkat, med 1 266 invånare per kvadratkilometer. Närmaste större samhälle är García, 8,4 km sydväst om Grutas de Villa Garcia. Omgivningarna runt Grutas de Villa Garcia är i huvudsak ett öppet busklandskap.